# Cao Phạ
Cao Phạ là một xã thuộc huyện Mù Cang Chải, tỉnh Yên Bái, Việt Nam.

## Địa lý
Xã Cao Phạ nằm ở phía đông huyện Mù Cang Chải, có vị trí địa lý:
- Phía bắc giáp xã Nậm Có
- Phía tây bắc giáp xã Chế Cu Nha
- Phía đông giáp huyện Văn Chấn
- Phía nam giáp xã Nậm Khắt
- Phía tây giáp xã Púng Luông và xã La Pán Tẩn.

Xã Cao Phạ có diện tích 86,68 km², dân số năm 2019 là 5.808 người, mật độ dân cư là 67 người/km².

## Lịch sử
Ngày 12 tháng 1 năm 1959, Ủy ban hành chính khu tự trị Thái - Mèo ban hành quyết định số 11/QĐTC về việc chia xã Cao Phạ thành hai xã là Cao Phạ và Nậm Có.

## Kinh tế
Năm 2010, xã Cao Phạ có diện tích lúa cả năm trên địa bàn đạt 344 ha, tăng 55 ha so với năm 2005, diện tích ngô đạt 133 ha (tăng 43 ha), tổng sản lượng lương thực có hạt đạt 1.911,7 tấn/ năm (tăng 411,2 tấn). Tổng đàn gia súc trên địa bàn trên 3.320 và 9.667 con gia cầm các loại.

## Hình ảnh

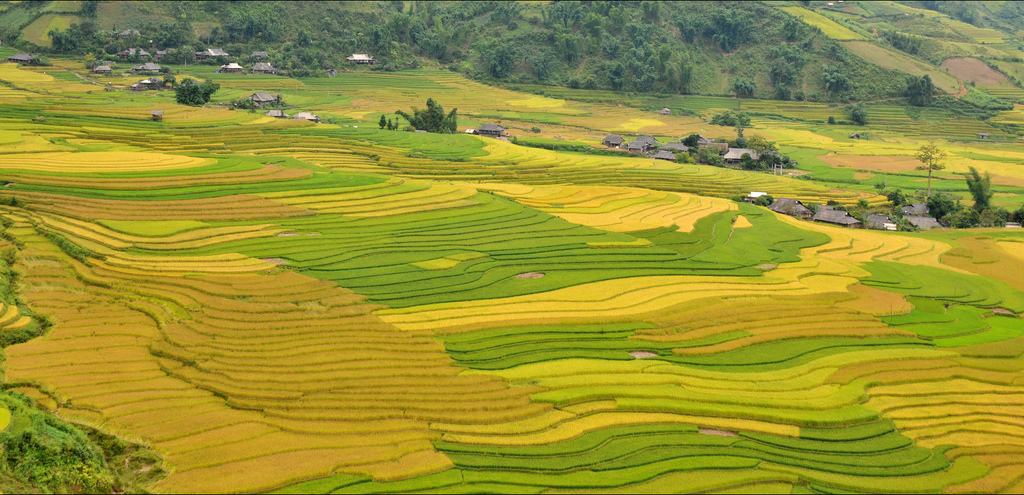
Ruộng bậc thang ở bản Lìm Mông
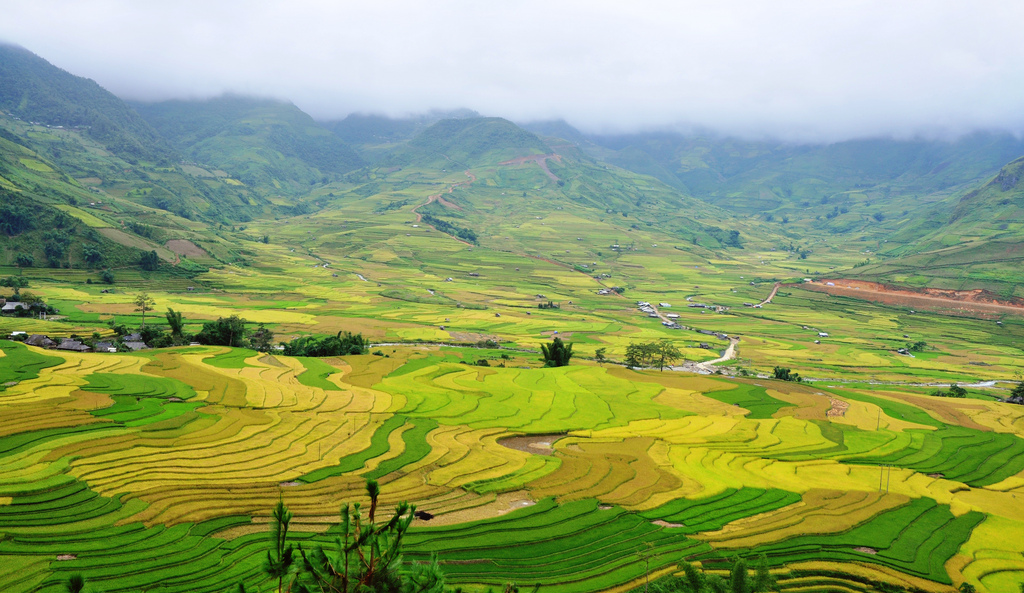
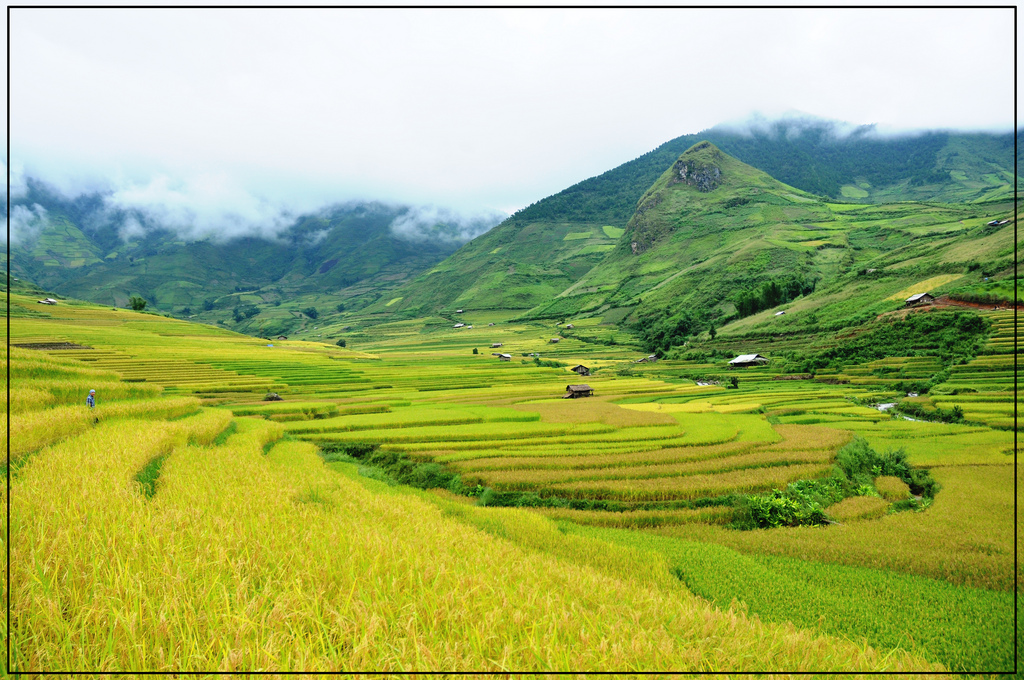
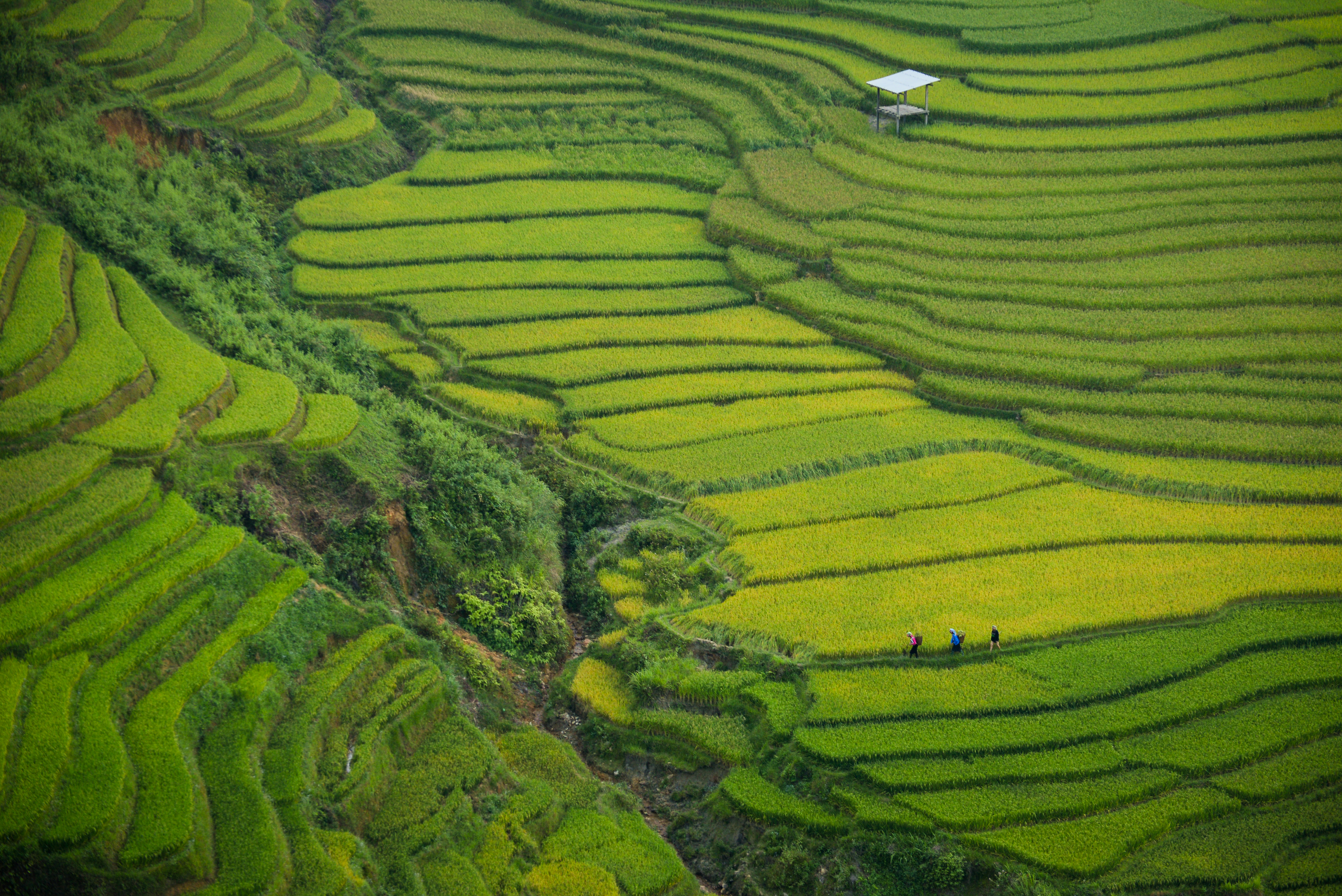
Bên đèo Khau Phạ